# Première dame de Colombie
Première dame de Colombie (en espagnol : Primera dama de Colombia ou simplement Primera dama, également connu sous le nom Primera dama de la Nación) est le titre non officiel donné à l'hôtesse de la Casa de Nariño. Cette fonction étant traditionnellement occupée par la conjointe du président de la république de Colombie, le titre est souvent pris pour qualifier l'épouse du président en place. Cependant, plusieurs femmes qui n'étaient pas l'épouse du président ont servi comme Primera Dama lorsque le président était célibataire ou veuf ou quand l'épouse de ce dernier était dans l'incapacité de remplir le rôle de Première dame. Dans ces cas, le poste est occupé par une femme parente ou amie du président. On parle alors aussi d'« hôtesse de la Casa de Nariño » (« Anfitriona de la Casa de Nariño »).
L'actuelle Première dame est Verónica Alcocer, épouse de Gustavo Petro. Depuis le 9 novembre 2024, sept anciennes Premières dames sont toujours en vie : Nydia Quintero, ex-épouse de Julio César Turbay Ayala, Ana Milena Muñoz de Gaviria, épouse de César Gaviria, Jacquin Strouss Lucena, épouse de Ernesto Samper, Nohra Puyana de Pastrana, épouse de Andrés Pastrana, Lina Moreno de Uribe, épouse de Álvaro Uribe, María Clemencia de Santos, épouse de Juan Manuel Santos et María Juliana Ruiz, épouse de Iván Duque.

## Origines du titre

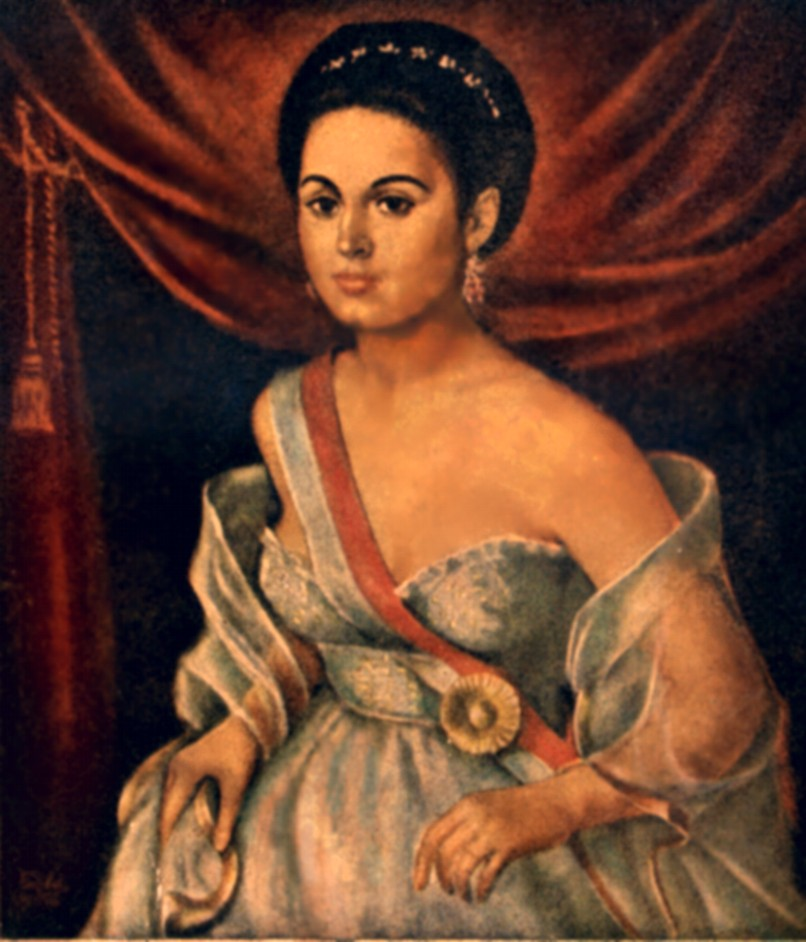
Portrait de Manuela Sáenz (1797-1856).

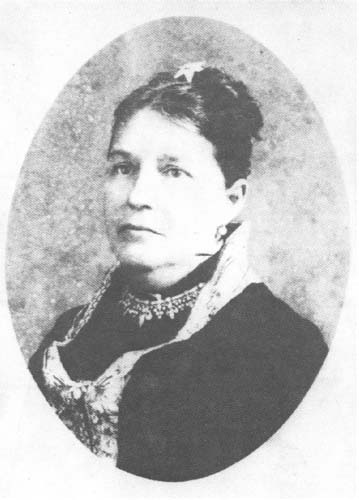
Portrait de Soledad Román de Núñez, seconde femme de Rafael Núñez, président de Colombie.

Au début de la république, il n'existait aucun moyen officiel de désigner l'épouse du président. On les appelait généralement « Señora » et « Doña » ou, à certaines occasions, elles étaient également connues sous des surnoms affectueux, comme dans le cas de Manuela Sáenz, appelée « Manuelita ».
Le titre est devenu populaire en 1934 lorsque le magazine Cromos, imitant la journaliste américaine Mary C. Ames, a qualifié María Michelsen de López de « Première dame de Colombie », dans son magazine du 8 août 1934, un jour après l'investiture du président Alfonso López Pumarejo.

## Rôle de la Première dame
La Première dame n’a officiellement aucune obligation et ne reçoit aucune rémunération. Cependant, dans la pratique, elle occupe une place médiatique importante. Elle est avant tout l'épouse du président. Organise et participe aux cérémonies officielles avec ou en remplacement du président.
Bien que la Première dame soit généralement l'épouse du président, une seule fois, elle était une parente du président, en l'occurrence María Antonia Suárez, fille du président Marco Fidel Suárez, qui a exercé les fonctions de Première dame après le décès de sa mère Isabel Orrantía de Suárez. La Constitution colombienne lui confère un rôle particulier, puisqu'elle est l'épouse du président ; elle incarne donc avec le président ce qu'on appelle l'unité nationale.
La Première dame est souvent chargée de la gestion interne de la Casa de Nariño et participe à la sauvegarde de ses actifs avec les Archives nationales et la Banque de la république, ainsi qu'à la gestion externe de l'Institut colombien du bien-être familial, dont elle est présidente d'honneur.

### Histoire
Le rôle de l'épouse du président colombien a commencé à avoir un peu d'importance et d'influence dans les premières années de la république. Manuela Sáenz,, la compagne de Simón Bolívar, devenue veuve en 1803 à la suite du décès de son épouse María Teresa Rodríguez del Toro y Alaysa, servait occasionnellement de compagne et d'hôtesse républicaine lors des événements sociaux organisés au palais San Carlos pendant la présidence de Bolívar, jusqu'à sa démission en 1830. Bolívar n'avait pas d'enfants et ses sœurs résidaient loin de Bogota. Il était devenu président après avoir été élu en 1822 et démissionne en 1830. Le reste des épouses des présidents avaient des rôles très similaires, à l'exception de Soledad Román de Núñez, qui eut une grande influence pendant la présidence de Rafael Núñez, en tant que président des États-Unis de Colombie. Róman de Núñez a pris certaines décisions face à la maladie de son mari, ce qui a permis la tenue d'une deuxième élection en 1884,,.
Le titre de « Première dame » fut utilisé pour la première fois le 7 août 1934 pour désigner María Michelsen de López, épouse d'Alfonso López Pumarejo. Des années auparavant, le titre avait été utilisé aux États-Unis pour désigner la Première dame Lucy Webb Hayes, épouse du président Rutherford B. Hayes. Ce qui a permis la popularisation du titre en Colombie, étant donné qu'il s'agit actuellement du titre non officiel d'épouse du président de la République de Colombie. Avant 1934, les épouses des présidents avaient déjà eu un impact significatif sur la société colombienne.